# نوایی (ازبکستان)

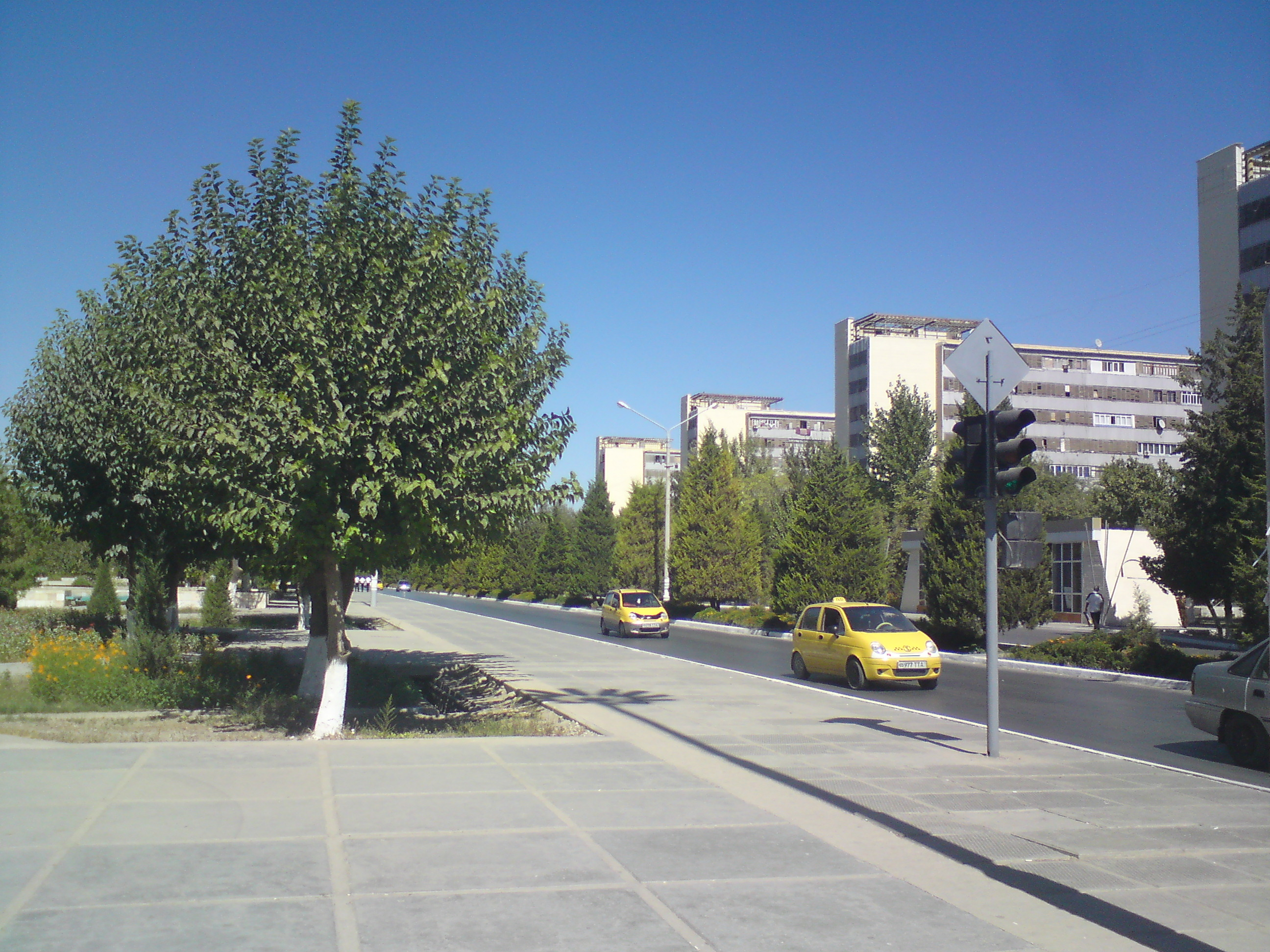
نمایی از شهر نَوایی در کشور ازبکستان - ۲۰۱۲

نَوایی (به ازبکی: Навои) شهری در ولایت نوایی کشور ازبکستان است که در سرشماری سال ۲۰۱۰ میلادی، ۱۵۹۱۳۸ نفر جمعیت داشته است. نام پیشین این شهر «کِرمانه» بوده‌است. اکثریت این شهر را ازبک‌ها تشکل می‌دهند اقلیت ترکمن نیز حضور دارند. این شهر به نام علی شیر نوایی شاعر فارسی و جغتایی، نوایی نامگذاری شده است.